# Coco auf wilder Verfolgungsjagd
Coco auf wilder Verfolgungsjagd (Originaltitel: Curious George 2: Follow That Monkey!) ist ein Zeichentrickfilm aus dem Jahr 2009 und die Fortsetzung von Coco, der neugierige Affe aus dem Jahr 2006. Der Film erschien in Deutschland am 6. März 2010 Direkt auf Video/DVD.

## Handlung
Der Film handelt von Coco, der während seiner Abenteuer in einem Zirkus die kleine Elefantendame Kayla kennenlernt. Er reist mit ihr durch das ganze Land, um sie mit ihrer Familie zusammenzuführen. Begleitet von seinem Freund, dem Mann mit dem gelben Hut, reist Coco zu Fuß, mit dem Zug und einem Lastwagen, um Kaylas Bruder und Schwester in Kalifornien anzutreffen, die unglücklicherweise wegen unerlaubten „Einnickens“ während einer Zirkusshow zurück nach New York City zwangseskortiert werden. Kaylas Herrchen erkennt die feste Freundschaft zwischen Kayla und Coco und begreift, wie stark Kayla ihre Familie vermisst. Kaylas Bruder und Schwester werden zu einem Zirkus in New York gebracht.

## Synchronisation
| Rolle                           | Darsteller        | Synchronsprecher  |
| ------------------------------- | ----------------- | ----------------- |
| Ted/Der Mann mit dem gelben Hut | Jeff Bennett      | Stefan Staudinger |
| Mr. Bloomsberry                 | Fred Tatasciore   | Hasso Zorn        |
| Piccadilly                      | Tim Curry         | Lutz Mackensy     |
| Frau Fischer                    | Melissa Greenspan | Katrin Zimmermann |
| Hark Hanson                     | Matt Lauer        | Boris Tessmann    |
| Maggie                          | Nickie Bryar      | Nana Spier        |
| Verbrecherjäger Benno Wolf      | Jamie Kennedy     | Stefan Gossler    |

## Soundtrack
Der Soundtrack enthält den Hit California Sun, gesungen von Brian Wilson, sämtliche Lieder von Carbon Leaf, einem Titel-Track von Jackie Greene und dem originalen Score von Heitor Pereira. Das offizielle Album wurde am 2. März 2010 veröffentlicht.